# Nora
Nora ist ein weiblicher Vorname.

## Herkunft und Bedeutung
Für den Namen Nora kommen verschiedene Herleitungen in Frage:
- Kurzform von Honora[1], der als Variante von Honor[2] auf lateinisch honor „Ehre“, „Ansehen“[3] zurückgeht[4]
- Kurzform von Eleonora[5]
- weibliche Variante von Nor[5], der auf Nórr[6] und damit das altnordische Element norðr „Norden“[7] zurückgeht[8]
- weibliche Form von Nore[5], der als Variante von Nóri[9] entweder auf Nórr oder altnordisch nóri „kleine Person“, „kleines Teil“ zurückgeht[10]
- alternative Transkription des arabischen Namens نورا nūrʾā bzw. نورة nūrʾah[11], der auf نور nūr „Licht“[12] zurückgeht.[13]

## Verbreitung

### International
Der Name Nora erfreut sich international großer Beliebtheit.
In den USA war der Name bereits im ausgehenden 19. Jahrhundert verbreitet. Im Laufe der Jahre sank die Popularität kontinuierlich, bis er im Jahr 2000 mit Rang 499 seinen Tiefpunkt in den Vornamenscharts erreichte. Anschließend nahm seine Beliebtheit rasch zu. Im Jahr 2013 trat er zum ersten Mal seit 1906 wieder in die Top-100 der Vornamenscharts ein. Im Jahr 2021 belegte er Rang 27 der Hitliste.
In Belgien gehört Nora seit 2002 zur Top-100 der Vornamenscharts und gewann seitdem an Popularität. Im Jahr 2021 stand er auf Rang 11 der Vornamenscharts. In den Niederlanden stieg die Beliebtheit des Namens seit den 1980er Jahren und vor allem nach der Jahrtausendwende. Er etablierte sich in der Top-100 der Vornamenscharts. Im Jahr 2021 erreichte er mit Rang 4 seine bislang höchste Platzierung.
Im Jahr 2013 stieg der Name in Dänemark in die Top-50 der Vornamenscharts auf und erreichte acht Jahre später mit Rang 10 zum ersten Mal die Hitliste der zehn meistgewählten Mädchennamen. Auch in Norwegen zählt Nora zu den beliebtesten Mädchennamen. Im Jahr 1992 trat er mit Rang 71 erstmals in die Top-100 ein. Bereits acht Jahre später erreichte der Name die Top-10, die er seitdem nicht mehr verließ (Stand 2021). Im Jahr 2021 stand der Name zum vierten Mal an der Spitze der Vornamenscharts.

### Deutscher Sprachraum
Die Popularität des Namens Nora stieg in Österreich seit der Jahrtausendwende. Seit 2010 zählt er zu den 50 meistgewählten Mädchennamen. Im Jahr 2021 belegte er in den Vornamenscharts Rang 16 und wurde an 0,97 % aller neugeborenen Mädchen vergeben.
In der Schweiz hat sich der Name in der Top-30 der Vornamenscharts etabliert. Im Jahr 2021 erreichte er mit Rang 9 erstmals eine Platzierung unter den 10 meistgewählten Mädchennamen.
In Deutschland ist der Name Nora seit den 1970er Jahren geläufig und war bis in die 2000er Jahre hinein mäßig beliebt. In den 1980er und 1990er Jahren erreichte er vereinzelt Top-100-Platzierungen, in den frühen 2000er Jahren wurde er nur sehr selten gewählt. Seit den späten 2000er Jahren befindet sich der Name im Aufwärtstrend. Im Jahr 2021 belegte er in den Vornamenscharts Rang 30. Etwa 96 % der Eltern wählten dabei die Schreibweise Nora, nur etwa 4 % die Variante Norah.

## Varianten
- Arabisch: نورا nūrʾā, نورة nūrʾah, نور nūr
  - Maskulin: نور nūr
  - Transkriptionen: Nura, Noura, Noora, Norah, Nur, Nour, Noor
- Bengalisch: নূর nur
- Englisch: Norah
  - Diminutiv: Noreen, Norene
- Finnisch: Noora
- Irisch: Norah, Nóra
  - Diminutiv: Nóirín, Noreen
- Italienisch
  - Diminutiv: Norina
- Kiswahili: Nuru
- Malaiisch: Nur, Nor
- Niederländisch: Noor
  - Diminutiv: Noortje
- Somalisch
  - Maskulin: Nuur
- Türkisch: Nur
- Uigurisch: نۇر Nur
- Ungarisch: Nóra
- Urdu: نور nūr

- Albanisch: Arbnora

## Namenstage
- 11. Februar: nach Eleonora Weiß
- 25. Juni: nach Eleonore von der Provence

## Namensträgerinnen

### Nora

#### A
- Nora Amin (* 1970), ägyptische Schriftstellerin, Theaterregisseurin und Choreografin
- Nora Anderegg (1908–2000), Schweizer Malerin und Zeichnerin
- Nora Angehrn (* 1980), Schweizer Profigolferin
- Nora Arnezeder (* 1989), französische Schauspielerin
- Nora Astorga (ca. 1948–1988), UNO-Botschafterin Nicaraguas, Rebellin

#### B
- Nora Back (* 1979), Präsidentin der Gewerkschaft OGBL und der Chambre des Salariés in Luxemburg
- Nora Baldenweg (* 1981), schweizerisch-australische Musikproduzentin, Songwriterin, Musikerin und Modejournalistin
- Nora Barnacle (1884–1951), Frau von James Joyce
- Nora Baumberger, bekannt unter ihrem Pseudonym Dolly Buster (* 1969), tschechisch-deutsche Pornodarstellerin
- Nora Bayes (1880–1928), US-amerikanische Sängerin
- Nora Bendig (* 1944), deutsche Schauspielerin
- Nora Bendzko (* 1994), deutsche Schriftstellerin, Sängerin und Lektorin
- Nora von Beroldingen (1889–1953), deutsche Journalistin
- Nora Berra (* 1963), französische Politikerin (UMP), MdEP
- Nora Berrah (* 1955), US-amerikanische Physikerin
- Nora Binder (* 1984), deutsche Serienschauspielerin
- Nora Boeckler (* 1980), deutsche Schauspielerin
- Nora Bossong (* 1982), deutsche Schriftstellerin
- Nora Brockstedt (1923–2015), norwegische Sängerin und Entertainerin
- Nora Bumbiere (1947–1994), lettische Schlagersängerin
- Nora Buschmann (* 1969), deutsche Gitarristin und Dozentin
- Nora Buzalka (* 1982), deutsche Schauspielerin

#### C
- Nora Calderwood (1896–1985), schottische Mathematikerin und Hochschullehrerin
- Nora Cecil (1878–1951), US-amerikanische Schauspielerin
- Nora Kershaw Chadwick (1891–1972), britische Literaturhistorikerin
- Nora Chastain (* 1961), US-amerikanische Violinistin und Geigenpädagogin
- Nora Chipaumire (* 1965), US-amerikanische Tänzerin und Choreografin
- Nora Cífková (1920–2017), tschechoslowakische Schauspielerin
- Nora Clausen (* 2001), deutsche Fußballspielerin
- Nora von Collande (* 1958), deutsche Schauspielerin und Autorin
- Nora Conway (≈ 1920–2010), irische Badmintonspielerin

#### D
- Nora Marks Dauenhauer (1927–2017), US-amerikanische Autorin
- Nora David, Baroness David (1913–2009), britische Politikerin (Labour)
- Nora Dean (1944–2016), jamaikanische Reggae- und Gospelsängerin
- Nora Düding (* 1979), deutsche Schauspielerin
- Nora Duesberg (1895–1982), österreichische Violinistin und Konzertmeisterin
- Nora Dumas (1890–1979), ungarisch-französische Photografin
- Nora Dunn (* 1952), US-amerikanische Schauspielerin

#### E
- Nora Eddington (1924–2001), US-amerikanische Schauspielerin
- Nora Edletzberger (* 1977), österreichische Sprinterin bulgarischer Herkunft
- Nora El Koussour (* 1994), niederländische Filmschauspielerin
- Nora Ephron (1941–2012), US-amerikanische Filmregisseurin
- Nora Exner (1879–1915), österreichische Malerin, Keramikerin

#### F
- Nora Fingscheidt (* 1983), deutsche Filmregisseurin und Drehbuchautorin
- Nora Fugger (1864–1945), österreichische Fürstin

#### G
- Nora Glickman (* 1944), argentinische Literaturwissenschaftlerin
- Nora-Eugenie Gomringer (* 1980), deutsche Lyrikerin
- Nora Gregor (1901–1949), österreichische Schauspielerin

#### H
- Nora Hansel (* 1985), deutsche Triathletin
- Nora Heroum (* 1994), finnische Fußballspielerin
- Nora Heschl (* 1987), österreichische Schauspielerin
- Nora Heysen (1911–2003), australische Malerin
- Nora Holstad Berge (* 1987), norwegische Fußballspielerin
- Nora Marie Horstkotte (* 1975), deutsche Schauspielerin

#### I
- Nora Istrefi (* 1986), albanische Sängerin
- Nora Iuga (* 1931), rumänische Dichterin und Übersetzerin

#### J
- Nora Jensen (* 1965), deutsche Schauspielerin
- Nora Jokhosha (* 1977), deutsche Schauspielerin und Synchronsprecherin

#### K
- Nora Kelley (1854–1938), US-amerikanische Serienmörderin
- Nora von Kelmendi (* 17. Jahrhundert), albanische Adelige, die eine Armee führte
- Nora Khuon (* 1980), deutsche Dramaturgin
- Nora Kronig Romero (* 1980), Schweizer Diplomatin
- Nora Krug (* 1977), deutsche Illustratorin
- Nora Louise Kuzma (* 1968), US-amerikanische Schauspielerin

#### L
- Nora Leschkowitz (* 1977), deutsche Schauspielerin
- Nora von Liechtenstein (* 1950), liechtensteinisches IOC-Mitglied

#### M
- Nora Marlowe (1915–1977), US-amerikanische Schauspielerin
- Nora Mebarek (* 1972), französische Politikerin
- Nora Miedler (1977–2018), österreichische Schriftstellerin und Schauspielerin
- Nora Minor (1910–1995), österreichische Schauspielerin
- Nora Monsecour (* 1996), belgische Tänzerin

#### N
- Nora-Jane Noone (* 1984), irische Schauspielerin
- Nora Nova (1928–2022), bulgarisch-deutsche Sängerin

#### O
- Nora Osagiobare (* 1992), Schweizer Schriftstellerin
- Nora Owen (* 1945), irische Politikerin (Fine Gael)

#### P
- Nora Perry (* 1954), englische Badmintonspielerin
- Nora Platiel (1896–1979), deutsche Politikerin und Juristin

#### R
- Nora Reiche (* 1983), deutsche Handballspielerin
- Nora Reinhardt (* 1982), deutsche Journalistin und Autorin
- Nora Ribokienė (* 1956), litauische Ärztin und Politikerin
- Nora Roberts (* 1950), US-amerikanische Bestsellerautorin

#### S
- Nora Sänger (* 1982), deutsche Musikerin
- Nora Schmitt (1924–2023), deutsche Schriftstellerin
- Nora Schütz Minorovics (* 1934), rumänisch-deutsche Malerin
- Nora Subschinski (* 1988), deutsche Wasserspringerin
- Nora Szech (1980–2023), deutsche Verhaltensökonomin und vielfach ausgezeichnete Wirtschaftswissenschaftlerin.

#### T
- Nora Tödtling-Musenbichler (* 1983), Präsidentin der Caritas Österreich
- Nora Tschirner (* 1981), deutsche Schauspielerin und Moderatorin

#### V
- Nora Volkow (* 1956), US-amerikanische Hirnforscherin und Suchtexpertin

#### W
- Nora Waldstätten (* 1981), österreichische Schauspielerin

#### Z
- Nora Zehetner (* 1981), US-amerikanische Schauspielerin

### Nóra
- Nóra Barta (* 1984), ungarische Wasserspringerin
- Nóra Horváth (* 1986), ungarische Fußballspielerin
- Nóra Medvegy (* 1977), ungarische Schachspielerin
- Nóra Tábori (1928–2005), ungarische Schauspielerin
- Nóra Valovics (* 1986), ungarische Handballspielerin

### Pseudonym
- Little Sis Nora (* 1996), schwedische Sängerin und Rapperin
- Nora En Pure (* 1990), südafrikanisch-schweizer DJ und Musikproduzentin